# All the Good Girls Go to Hell
"All the Good Girls Go to Hell" (estilizada "all the good girls go to hell") é uma canção gravada pela cantora americana Billie Eilish. Lançada em 6 de setembro de 2019, por intermédio das gravadoras Darkroom e Interscope Records, serviu como o sexto single de seu primeiro álbum de estúdio, When We All Fall Asleep, Where Do We Go?. Eilish e seu irmão Finneas O'Connell co-escreveram, com o último produzindo.

## Composição
Durante uma coletiva de imprensa, "All the Good Girls Go to Hell" foi descrita como um número de piano forte e uma das faixas mais pop de seu álbum. Durante a letra da música, Billie Eilish explora a ideia de que Deus e o Diabo estão "olhando para os seres humanos como esse tipo de grupo de pessoas e apenas pensando: 'O que eles estão tentando fazer aqui?'".

## Desempenho
Após o lançamento de seu álbum de estreia, "All the Good Girls Go to Hell" estreou na 46ª posição da parada Billboard Hot 100 dos Estados Unidos, em 13 de abril de 2019. No Canadá, a música alcançou o número 19 no Canadian Hot 100. Na Europa, alcançou o número 179 na França, 63 na Alemanha, 70 na Itália, 42 na Holanda, 22 na Noruega e 25 na Suécia. "All the Good Girls Go to Hell" teve mais sucesso comercial na Oceania, chegando ao número oito na Austrália e nove na Nova Zelândia.

## Vídeo musical
Um teaser do videoclipe de "All the Good Girls Go to Hell" foi revelado na Times Square em 3 de setembro de 2019. Foi lançado no canal de Eilish no YouTube no dia seguinte. Pegando onde "Bury a Friend" parou, as seringas injetadas nas costas de Eilish deram a ela um par "gigante" de asas, representando a cantora como um anjo caído. Ela então cai do céu e fica presa na lama oleosa antes de ser incendiada, queimando as penas de suas asas enquanto caminha no meio da estrada, perto do final do clipe, silhuetas de mulheres dançando começam a se formar nas chamas atrás dela. O vídeo termina com Eilish, agora completamente transformado em demônio, indo embora para as chamas.

## Apresentações ao vivo
Eilish apresentou a música ao vivo em locais como o Coachella Valley Music and Arts Festival, Glastonbury Festival e durante sua turnê When We All Fall Asleep de 2019. Ela também apresentou a música no American Music Awards de 2019 em 24 de novembro de 2019, sua primeira apresentação na premiação.

## Desempenho nas tabelas musicais
| Tabela musical (2019)                  | Melhor posição |
| -------------------------------------- | -------------- |
| Alemanha (GfK Entertainment Charts)    | 63             |
| Austrália (ARIA Charts)                | 8              |
| Bélgica (Ultratop 50 de Flandres)      | 1              |
| Bélgica (Ultratop 40 de Valônia)       | 20             |
| Canadá (Canadian Hot 100)              | 19             |
| Eslováquia (IFPI Slovenská Republika)  | 5              |
| Estados Unidos (Billboard 100)         | 46             |
| Estados Unidos (Mainstream Top 40)     | 20             |
| Estados Unidos (Rock Airplay)          | 15             |
| Estônia (Eesti Singlid Tipp-40)        | 5              |
| França (SNEP)                          | 179            |
| Grécia (Greece Digital Songs)          | 6              |
| Hungria (Single Top 40)                | 21             |
| Irlanda (IRMA)                         | 52             |
| Itália (FIMI)                          | 70             |
| Letônia (Latvijas Radio)               | 4              |
| Lituânia (AGATA)                       | 3              |
| Noruega (VG-lista)                     | 22             |
| Nova Zelândia (Recorded Music NZ)      | 9              |
| Países Baixos (Single Top 100)         | 42             |
| Portugal (AFP)                         | 22             |
| Reino Unido (UK Singles Chart)         | 77             |
| República Checa (IFPI Česká Republika) | 9              |
| Suécia (Sverigetopplistan)             | 25             |

| Tabela musical (2019) | Posição |
| --------------------- | ------- |
| Israel (Galgalatz)    | 30      |

## Vendas e certificações
| Região | Certificação | Vendas     |
| --- | ------------ | ---------- |
| Canadá (Music Canada) | Platina      | 80,000‡    |
| Estados Unidos (RIAA) | Platina      | 1,000,000‡ |
| Nova Zelândia (RMNZ) | Ouro         | 15,000*    |
| Reino Unido (BPI) | Prata        | 200,000‡   |
| *vendas baseadas apenas na certificação ^distribuições baseadas apenas na certificação ‡vendas+valores de streaming baseados apenas na certificação |              |            |

## Históricos de lançamentos
| Região         | Data                  | Formato                                        | Gravadora | Ref           |
| -------------- | --------------------- | ---------------------------------------------- | --------- | ------------- |
| Mundo          | 6 de setembro de 2019 | Cassette download digital flexi disc streaming | Universal | [ 55 ]        |
| Itália         | 6 de setembro de 2019 | rádio de sucesso contemporâneo                 | Universal | [ 2 ]         |
| Estados Unidos | 8 de outubro de 2019  | rádio de sucesso contemporâneo                 | Universal | [ 56 ] [ 57 ] |